# Pierre-Jean Larroque
Pierre-Jean Larroque ist ein französischer Kostümbildner.

## Leben
Pierre-Jean Larroque war bereits als Kind von der Welt des Theaters und von den Kostümen der Schauspieler fasziniert. Er besuchte die École des Beaux-Arts in Toulouse und machte sein Diplom an der École nationale supérieure des arts et techniques du théâtre (ENSATT) in Paris. Seit den 1980er Jahren ist er als Kostümbildner beim Film tätig. Mit Dominique Borg arbeitete er an dem während der Französischen Revolution spielenden Filmdrama Tolérance, in dem Rupert Everett eine Hauptrolle spielte. Als Assistent der Kostümbildnerin Franca Squarciapino kam er daraufhin bei Jean-Paul Rappeneaus Cyrano von Bergerac (1990) zum Einsatz. Anschließend war er auch an Claude Berris Germinal beteiligt.
1992 gestaltete Larroque das Kostümbild von Éric Rohmers Wintermärchen, worauf mit Der schöne Sommer (1996) und Le comédien (1997) zwei Arbeiten unter der Regie von Christian de Chalonge folgten. Für die Filmbiografie Toulouse-Lautrec erhielt Larroque im Jahr 1999 seinen ersten César in der Kategorie Beste Kostüme. In den darauffolgenden Jahren wurde Larroque mit weiteren César-Nominierungen bedacht, unter anderem auch für Éric Rohmers Historienfilm Die Lady und der Herzog (2001) sowie für Jean-Paul Salomés Kriminalfilm Arsène Lupin – Der König unter den Dieben (2004) und dessen Kriegsfilm Female Agents – Geheimkommando Phoenix (2008) mit Sophie Marceau und Julie Depardieu in den Hauptrollen. Für seine Kostüme der international produzierten und starbesetzten Fernsehminiserie Napoleon (2002) wurde Larroque mit dem Emmy ausgezeichnet.
Weitere Césars erhielt Larroque für die in den 1920er Jahren angesiedelte Filmkomödie Madame Marguerite oder die Kunst der schiefen Töne (2015) von Xavier Giannoli, den im 18. Jahrhundert spielenden Kostümfilm Der Preis der Versuchung (2018) mit Cécile de France in der Hauptrolle und die ebenfalls unter der Regie von Giannoli entstandene Balzac-Verfilmung Verlorene Illusionen (2021).
Auch für Theater-, Ballett- und Operninszenierungen entwirft Larroque bisweilen die Kostüme. Im Jahr 2018 wurde er in die Academy of Motion Picture Arts and Sciences berufen, die jährlich die Oscars vergibt.

## Filmografie (Auswahl)
- 1989: Tolérance
- 1992: Wintermärchen (Conte d’hiver)
- 1996: Der schöne Sommer (Le bel été 1914)
- 1997: Le comédien
- 1998: Toulouse-Lautrec (Lautrec)
- 2000: Schliemann – Die Leidenschaft seines Lebens (La passion Schliemann) (TV-Film)
- 2000: Die Sache mit dem Sex & der Liebe (La parenthèse enchantée)
- 2001: Die Lady und der Herzog (L’Anglaise et le duc)
- 2002: Napoleon (Napoléon) (TV-Miniserie)
- 2004: Triple agent
- 2004: Arsène Lupin – Der König unter den Dieben (Arsène Lupin)
- 2005: Die drei Musketiere (D’Artagnan et les trois mousquetaires) (TV-Film)
- 2006: Les brigades du Tigre
- 2007: Molière
- 2007: Astrée und Céladon (Les amours d’Astrée et de Céladon)
- 2008: Female Agents – Geheimkommando Phoenix (Les femmes de l’ombre)
- 2009: Der kleine Nick (Le petit Nicolas)
- 2010: Die Kinder von Paris (La rafle)
- 2011: Case départ
- 2012: Asterix & Obelix – Im Auftrag ihrer Majestät (Astérix et Obélix: Au service de sa majesté)
- 2014: Le crocodile du Botswanga
- 2014: Der kleine Nick macht Ferien (Les vacances du petit Nicolas)
- 2015: Chic!
- 2015: Madame Marguerite oder die Kunst der schiefen Töne (Marguerite)
- 2016: Die Besucher – Sturm auf die Bastille (Les visiteurs – La révolution)
- 2017: Ein Sack voll Murmeln (Un sac de billes)
- 2017: Docteur Knock – Ein Arzt mit gewissen Nebenwirkungen (Knock)
- 2018: Die Rückkehr des Helden (Le retour du héros)
- 2018: Der Preis der Versuchung (Mademoiselle de Joncquières)
- 2021: Benedetta
- 2021: Verlorene Illusionen (Illusions perdues)
- 2022: Father and Soldier (Tirailleurs)
- 2022: Couleurs de l’incendie
- 2023: Die Bonnards – Malen und lieben (Bonnard, Pierre et Marthe)

## Auszeichnungen
- 1999: César in der Kategorie Beste Kostüme für Toulouse-Lautrec
- 2002: Nominierung für den César in der Kategorie Beste Kostüme für Die Lady und der Herzog
- 2003: Emmy in der Kategorie Beste Kostüme einer Miniserie für Napoleon
- 2005: Nominierung für den César in der Kategorie Beste Kostüme für Arsène Lupin – Der König unter den Dieben
- 2007: Nominierung für den César in der Kategorie Beste Kostüme für Les brigades du Tigre
- 2008: Nominierung für den César in der Kategorie Beste Kostüme für Molière
- 2009: Nominierung für den César in der Kategorie Beste Kostüme für Female Agents – Geheimkommando Phoenix
- 2016: César in der Kategorie Beste Kostüme für Madame Marguerite oder die Kunst der schiefen Töne
- 2019: César in der Kategorie Beste Kostüme für Der Preis der Versuchung
- 2022: César in der Kategorie Beste Kostüme für Verlorene Illusionen
- 2023: Nominierung für den César in der Kategorie Beste Kostüme für Couleurs de l’incendie